# Kunneppu
Kunneppu (japanska: 訓子府町?, Kunneppu-chō) är en landskommun (köping) i Hokkaido prefektur i Japan. 